# Time-hopping
La tecnica del time hopping (letteralmente "saltellare il tempo") è una tecnica utilizzata nell'ambito delle telecomunicazioni per realizzare l'espansione dello spettro. Consiste nel dividere il periodo di simbolo in sotto frame, ogni sotto frame corrisponde alla durata del segnale da trasmettere. In relazione a tale frame possono essere utilizzate altre tecniche di modulazione come in ampiezza, fase e posizione. In quest'ultimo caso il frame viene diviso ulteriormente in relazione al numero di bit per simbolo. Ovvero se ad ogni simbolo associamo 2 bit di informazione il frame sarà suddiviso in ulteriori 4 intervalli. A seconda dell'intervallo in cui si trasmette verrà corrisposto un simbolo. L'algoritmo per la selezione del frame in cui trasmettere è relegata ad una sequenza pseudo casuale che genera valori nell'intervallo {0,1,...,N-1} in cui N è il numero di frame in cui è stato suddiviso il periodo di simbolo. La selezione di più di sequenze pseudocasuali non interferenti ovvero che non presentano mai lo stesso risultato permette la multiplazione del canale. Al ricevitore infatti note le sequenze non sarà difficile determinare quali simboli appartengano ad uno o all'altro utente del canale.
Nelle telecomunicazioni la tecnica del time hopping può essere considerata una tecnica di accesso al mezzo come pure un metodo per diminuire le interferenze generate ed ottenere così un segnale più simile al rumore, infatti trasmettere una serie di impulsi ad intervalli regolari genera in frequenza un picco facilmente rilevabile mentre la trasmissione ad intervalli casuali genera uno spettro noise-like. Tali vantaggi sono considerevoli infatti permettono l'accesso al mezzo a più utenti e di far rientrare nelle maschere imposte dalle normative in materia di emissioni elettromagnetiche. Usando particolari tecniche per quanto riguarda la scelta della sequenza pseudocasuale inoltre si ha la possibilità di ridurre la probabilità di intercettazione delle trasmissioni rendendole sicure e difficilmente rilevabili.
La tecnica del time hopping è usata in trasmissioni di tipo impulsivo (impulse radio) quindi a banda larga o meglio ultra larga (UWB) quindi sono segnali non generati attraverso la modulazione di una portante.